# هاري بيك
هاري بيك (بالإنجليزية: Harry Beck) (21 فبراير 1901 في المملكة المتحدة - 1 يناير 1979) هو لاعب كرة قدم بريطاني (وحمل سابقاً جنسية المملكة المتحدة لبريطانيا العظمى وأيرلندا) في مركز قلب الدفاع. لعب مع غلينتوران ونادي ريكسهام ونادي والسول ونادي يورك سيتي وستافورد رينجرز ونادي بارو وDudley Town F.C. ‏.